# Bernareggio
Bernareggio ist eine norditalienische Gemeinde (comune) mit 11.559 Einwohnern (Stand 31. Dezember 2023) in der Provinz Monza und Brianza in der Lombardei. Die Gemeinde liegt etwa 12 Kilometer nordöstlich von Monza, etwa 26 Kilometer nordöstlich von Mailand und etwa 21 Kilometer westsüdwestlich von Bergamo. Bernareggio grenzt unmittelbar an die Provinz Lecco.

## Geschichte
In der Antike führte eine Römerstraße durch das Gemeindegebiet, sodass eine Besiedlung nicht unwahrscheinlich erscheint. Die Ursprünge der heutigen Gemeinde reichen in das 10. Jahrhundert zurück.

## Gemeindepartnerschaften
Bernareggio unterhält Partnerschaften mit der nordrhein-westfälischen Gemeinde Wachtberg (Deutschland) und mit der französischen Gemeinde Kanton La Villedieu-du-Clain im Département Vienne.

## Töchter und Söhne der Gemeinde
- Cesare Brambilla (1885–1954), Radrennfahrer